# キューバ序曲
『キューバ序曲』（英語：Cuban Overture）は、ジョージ・ガーシュウィンが作曲した管弦楽曲（演奏会用序曲）。

## 概要
1932年にガーシュウィンがキューバへ行った際、現地の音楽と陽気な雰囲気に影響を受けて作曲した、いわば観光音楽的な側面を持つ作品。短期間の旅行であったが、この経験はガーシュウィンにエスニックな音楽のインスピレーションをもたらした。ガーシュウィンはボンゴやマラカスなどの民族楽器を買い集めてアメリカに持ち帰ったほど、ルンバの音楽に関心を抱いていた。
当初は『ルンバ』という曲名が付けられ、同年夏の野外コンサートにて初演されたが、その後メトロポリタン歌劇場での慈善演奏会において再演されたときに現在の題名に改称された。

## 構成
曲は3部構成で、冒頭からラテン音楽のリズムによる音楽が登場し、すぐにボンゴやマラカス、ギロなどの打楽器群が加わる。第3部では曲想がますますエキサイティングになって盛り上がりをみせる。演奏時間は約10分。

## 楽器編成
フルート3（第3フルートはピッコロ持替え）、オーボエ2、イングリッシュホルン、クラリネット（B♭管）2、バスクラリネット1、ファゴット2、コントラファゴット1、ホルン4、トランペット（B♭管）3、トロンボーン3、チューバ1、ティンパニ、ボンゴ、クラベス、瓢箪太鼓、マラカス、弦楽五部。